# Henri Proglio

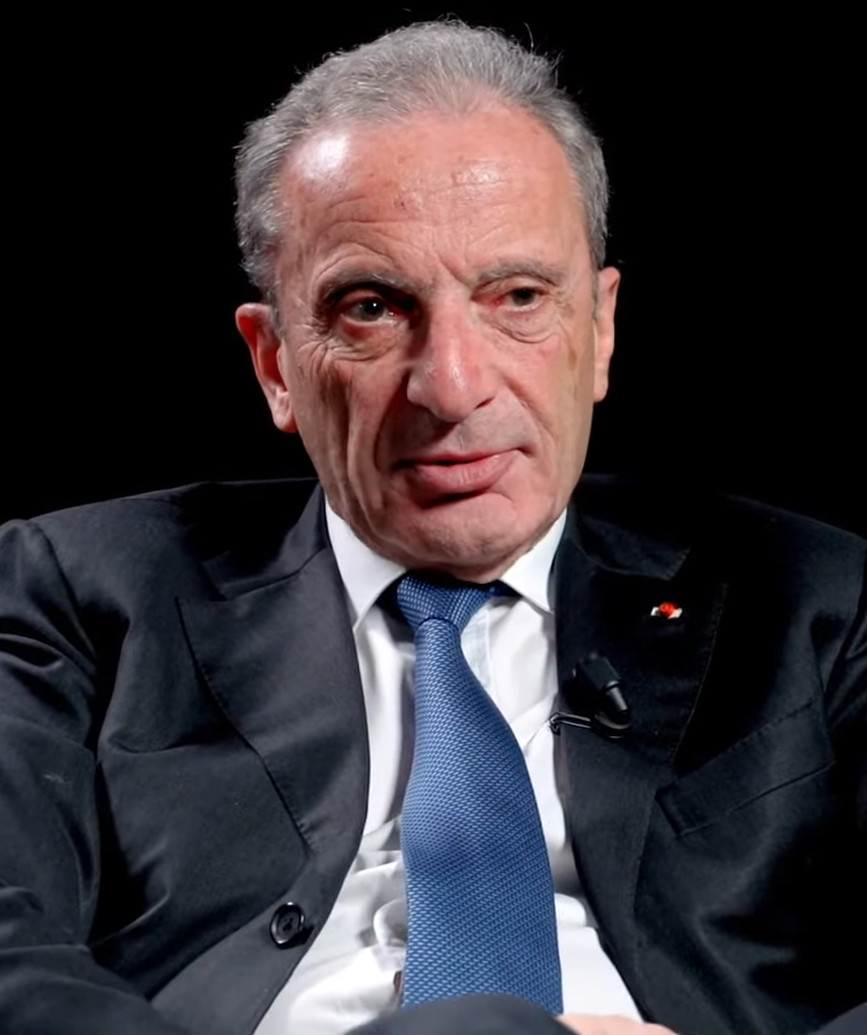
Henri Proglio, 2023

Henri Proglio (* 29. Juni 1949 in Antibes) ist ein französischer Manager.

## Leben
Proglio studierte Wirtschaftswissenschaften in Paris an der École des hautes études commerciales de Paris. Nach seinem Studium erhielt er eine Anstellung bei dem französischen Unternehmen Compagnie Générale des Eaux, dessen Leitung er 1990 übernahm. 1999 wurde er Vizepräsident von Vivendi Universal und Vorsitzender und CEO der damaligen Vivendi Water, die heute als Veolia Water Teil von Veolia ist. 2009 wechselte er zum französischen Energieunternehmen Électricité de France (EDF), dessen CEO und Präsident er als Nachfolger von Pierre Gadonneix ist.
Sein Zwillingsbruder René Proglio ist Frankreich-Chef von Morgan Stanley. Dies spielte bei der EnBW-Affäre eine Rolle, weil der Untersuchungsausschuss des Landes Baden-Württemberg wegen der Rolle des Deutschland-Chefs von Morgan Stanley, Dirk Notheis, in der Affäre das Vorliegen eines Interessenkonfliktes vermutete.

## Preise und Auszeichnungen (Auswahl)
- 1997 Ritter und 2005 Offizier der Ehrenlegion
- 1987 Ritter, 2002 Offizier und 2009 Komtur des Ordre national du Mérite